# La Manga del Mar Menor
La Manga del Mar Menor tengeri üdülőhely Spanyolországban, közvetlenül a Földközi-tenger partján.   Murcia tartomány egyik kellemes klímájú térségében található.

## Fekvése
Murcia tartománynak több mint 200 tengerpartja van, és La Manga vált közkedveltté és fontossá a turisták számára. Murcia a régió fővárosa, és a Segura folyó mentén található. La Manga nevét a földnyelv formájára utaló manga – ujj, kar – szó után kapta. A napsütéses órák száma 3000 körüli évente, s így a tengervíz hőmérséklete is nagyon kellemes. A különleges természeti adottságoknak köszönhetően kapta a partszakasz a Costa Cálida, azaz a Meleg Part elnevezést.
La Manga 22 km hosszú nyitott földsáv, amely kettéválasztja a Mar Menor -t (Kis Tenger) a Mar Mayor-t (Nagy Tenger, azaz a Földközi-tenger). A földnyelv legkeskenyebb pontja mindössze 100 méter, legszélesebb pontja 1,5 km széles. A sekély, nyugodt vizű Mar Menor valamennyi vízi sport számára ideális terepet biztosít. Spanyolországban ezt a területet nyilvánították elsőként Estación Nauticává, azaz vízi sportokra alkalmas területté.
A La Manga-t teljes hosszában négy csatorna szeli át, mely a tengeröböl és a tenger közötti összeköttetést biztosítja. A földnyelv mindkét végén természetvédelmi területté nyilvánított  szalinák (sólepárlók) találhatók. (Északi részén Parque Regional de las Silanasy Las Amoladeras fekszik). A földnyelv teljes, fürdőzésre alkalmas partszakasza meghaladja a 44 km-t, melynek Mar Menor-i oldala keskeny, védett öblök által tagolt, míg a Földközi-tenger felől széles, hosszan elnyúló aranyszínű homokkal szegélyezett partok sorakoznak. A partok tisztán tartására fordított erőfeszítések eredményeképpen a partszakasz majdnem teljes hosszát kitüntették az Európai Unió által adományozott „Kék Zászló” címmel.
A La Manga, a Földközi-tenger egyik legfontosabb turisztikai központjaként számos pihenési és szórakozási lehetőséget kínál az üdülők számára. A szálláslehetőség tekintetében a tengerparti hotelek, apartmanok bősége zavarba ejtő. A nyári hónapokban éttermek, bárok, bevásárló központok, valamint éjszakai szórakozóhelyek nagy számú kínálata elégíti ki minden réteg igényét.

## Története
La Manga mai alakját és szerkezetét csupán a 17. században nyerte el, az első lakosokra utaló nyomok a kőkorszakra tehetők. Az első település már megközelítőleg 5000 évvel ezelőtt létezett a Las Amoladeras-nak nevezett részen, ami La Manga mai bejáratát képezi. Ezt az erődítmény nélküli korai települést kör alakban elhelyezkedő nádkunyhók alkották. A lakosság megélhetését a tengeri halászat, a kagylógyűjtés biztosította. Területét ekkor még a tengerpartig húzódó sávban erdők szegélyezték. A környező hegyek – mai nevén Sierra Minera – gazdagsága, valamint a Mar Menor kivételes adottsága telepesek tömegeit vonzotta Spanyolország minden részéről, akik a karthágóiakkal és a rómaiakkal együtt kiaknázták az ezüstbányák, valamint a tengeri kereskedelem kínálta lehetőségeket. Az El Estacio területe alatt feltárt romok arra engednek következtetni, hogy La Manga a történelem előtti időkben „halüzemként” funkcionált.
A tenger mélyén feltárt föníciai, görög, valamint római hajók roncsainak rakományai – ezüst- és ólomrudak, továbbá különféle árukkal megrakott agyagedények – jelentős kereskedelmi forgalomról tesznek tanúbizonyságot. Az arab hódításnak köszönhetően egy új halászati módszer, a las Encañizadas terjedt el, mely a mai napig használatos, s a Mar Menor számos részén megtekinthető. A mórok kiűzetését követően, La Manga a magrebek sorozatos támadásainak volt kitéve, akik a partszakaszt állandó ellenőrzésük alatt tartották. A támadások elleni védekezés gyanánt V. Károly császár és fia, II. Fülöp három őrtorony felépítését rendelte el a La Mangán. 1862-ben épült az El Estacio-i valamint az Islas Hormigas-i világítótorony, melyet három évvel később a Cabo de Palos-i világítótorony felépítése követett.
A hatalmas fenyő- illetve tölgyerdő kiterjedése a középkorban fokozatosan csökkent, mígnem a 18. századi fokozott erdőirtás, illetve a Földközi-tenger felőli intenzív erejű szél az erdők teljes kipusztulásához vezetett. A 18. század közepén, – egy árverés során – La Manga északi része a Maestre család birtokába került. Ezt követően az 1960-as évek elején Tomas Maestre felvásárolta a félsziget fennmaradó részét, mely akkoriban Celdran család tulajdonát képezte. Majd 1963-ban, újonnan alkotott „Turistaövezetekre vonatkozó törvény” által ösztönözve, megszületett a La Manga üdülőterületté kiépítésének terve.
Egy évvel később felépültek az első apartmanok La Manga bejáratánál, melyek a külsejüket borító burkolatnak köszönhetően a Torre Negro, azaz Fekete Torony nevet kapták. Ezt követően került sor az első két hotel, az Entremares valamint a Galua megnyitására.

## A „kis tenger”
A Mar Menor (Kis-tenger) a maga 170 km²-es felszínével Európa legnagyobb kiterjedésű sós vizű tava, melynek átlagos mélysége 3,5 m, legmélyebb pontja 6,5 m, kerülete pedig meghaladja a 73 km-t. A Mar Menor egy lenyűgöző, természet alkotta medence, melynek egész évben kiemelkedően magas – a nyári hónapokban 30 °C, a téli hónapokban 11 °C – hőmérsékletét az évi átlagos 320 napsütéses napok száma biztosítja – megközelítőleg 3000 óra évente. A tó vizének, melynek 50%-os sótartalma Európában egyedülálló, tudományosan bizonyított gyógyító hatása kiemelkedő a reumatikus, valamint érrendszeri megbetegedések terén. A Mar Menor „fekete homokja” első látásra ugyan kissé meglepő látványt nyújt egy-egy fürdőző testét borítva, viszont kitűnően csillapítja az említett betegségek által okozott tüneteket.
La Manga a tengeri szelek által felhalmozott homokdűnéknek a szeizmikus mozgások általi kiemelkedésekor született. Az így létrejött földnyelv hozta létre a Mar Menor mai formáját.

## Panorama La Manga

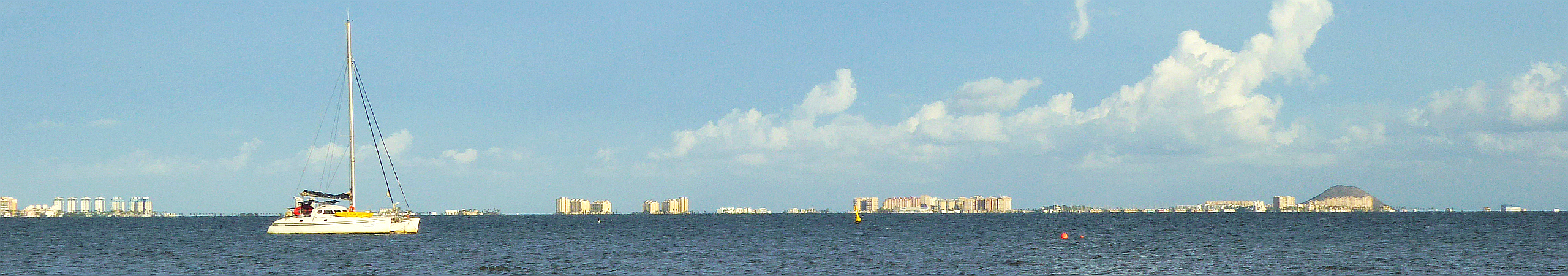
Vista panorâmica do Mar Menor nos 22 quilômetros de distância de La Manga de norte a sul para ser visto no horizonte leste (2016)

## Sportolási lehetőségek

### Vízisportok
A Mar Menor ideális feltételeket biztosít a vízi sportok számára az év minden szakában. A térség vízisport területté történő nyilvánítását követően a kínált lehetőségek és szolgáltatások minőségének terén jelentős javulás következett be. A vízisportok oktatása mindenki számára elérhető, a teljesen kezdő szinttől a professzionális szintig bezárólag.
A La Manga teljes területén tíz vitorlás oktató központ várja a vízi sport szerelmeseit. A sportközpontok mindegyike a kiváló minőségű és fejlett felszereléssel áll a turisták rendelkezésére. Mind a vitorlás-, mind pedig a surf-tanfolyamok kitűnő oktatókkal várják a sportolni vágyók jelentkezését, akik a spanyol nyelv mellett – elsősorban angol és német nyelvű az oktatással. Az iskolák többsége az említettek mellett indít tanfolyamokat katamarán, kenu, vízisí, valamint más vízi sportokban, beleértve a mélytengeri búvárkodást is.
A  La Mangán  négy sportkikötő áll a turisták rendelkezésére, melyek mind a nagyobb, mind pedig a kisebb hajók ellátására alkalmasak, az azokhoz szükséges megfelelő személyzetet biztosítják. A Mar Menor kedvező vízhőmérsékletének, valamint sekély vizének köszönhetően ideális terepet kínál a kezdő, és a haladó sportolók számára. A profi sportolóknak a Canal del Estacio teszi lehetővé az összeköttetést a Földközi-tengerrel.
Bárki, aki megfelelő magabiztossággal rendelkezik a nyílt tengeren történő vitorlázáshoz, elhagyván a Mar Menor-t, körbehajózhatja a Földközi-tenger számos festői szigetét – Isla Grossa-t, az el Farallon-t, és az Islas Hormigas-t.
Az úszás szerelmeseinek mind a Mar Menor, mind a Földközi-tenger kiváló alkalmat kínál a sportolásra. A kellemes klíma az év bármely szakában fürdőzésre alkalmas vízhőfokot biztosít, az öblök többsége pedig védelmet nyújt a vitorlások által olyannyira kedvelt La Manga-i tengeri szél ellen.

### Búvárkodás
Az utóbbi néhány év során elterjedt a könnyű- és  a mélytengeri búvárkodás. A tenger fenekén fellelhető nagyszámú régészeti lelet La Manga-t valamint Cabo de Palos-t a búvárok kedvelt üdülőhelyévé változtatta. A kirándulás bajo de Fuera-hoz, ahol a Cabo de Palos hírhedt útvonala mentén elsüllyedt számos Afrikába tartó hajó roncsai fellelhetők, felejthetetlen élményekkel gazdagítja az ide látogató búvárokat. A víziállatok és -növények fajainak széles választéka a tenger áttetsző víztükrének köszönhetően kristálytisztán látható. Búvárklubok és iskolák találhatók Cabo de Palos-nál éppúgy, mint a La Manga-án, amelyek az év bármely szakában indítanak tanfolyamokat. Szükség esetén a búvárkodáshoz szükséges felszerelések kölcsönzésével.

### Más sportolási lehetőségek
A vízi sportok mellett, La Manga egyéb sportolási lehetőségekkel várja az üdülőket. Találhatók itt egész évben nyitva tartó teniszpályák, lábtenisz- és squash-pályák éppúgy, mint  görkorcsolya, valamint gokart pályák. A La Manga-t átszelő út kerékpárútja biztonságos közlekedési lehetőséget kínál a két keréken közlekedők számára is. A közeli Sierra de Cartagena, amely a Parque Natural de Calblanque környezetvédelmi körzet szomszédságában fekszik és a Földközi-tenger partszakasza fölé emelkedik, ideális terep a hegymászás és sziklamászás, valamint a hegyi kerékpározás szerelmesei számára.
A La Manga Club kitűnő lehetőséget biztosít a golf, a tenisz, továbbá a bowling kedvelőinek.
Különleges és egyben veszélyes programok, mint például a hegymászás, a vitorlázórepülés, illetve az ejtőernyőzés. A városon kívül számos lovarda található, amelyek kezdőtől a profi lovasokig állnak az érdeklődők rendelkezésére. A tereplovaglás kedvelői számos festői útvonal közül válogathatnak a narancsültetvények alatti lovagláson keresztül a Földközi-tengerre néző hegyvonulatok gerincén át a vad tengerpartok homokos terepéig.

## Esti szórakozás, kikapcsolódás
Ha belekóstolunk az igazi spanyol éjszakai életbe, ne feledjük az egyik alapszabályt: késői kezdés, korai – reggeli – befejezés! Hogyan tölthetnénk el kellemesen az estét, mint barátok közt,  ital társaságában, vagy esetleg, kellemes vacsorát elfogyasztva a csillagos ég alatt. Bárok és éttermek állnak rendelkezésünkre.
La Manga éjszakai élete minden korosztály számára kínál szórakozási lehetőségeket. A fiatalok a Cabo de Palos környékén gyülekeznek, mely a nappal oly álmos kis halászfalu éjszakára zenétől hangos pubok „tengerévé” változik. A Zoco üzletei, bárjai és éttermei mind az idősebb, mind a fiatalabb korosztály számára kínálnak szórakozási lehetőséget. Ehhez hasonlóan mozgalmas éjszakai élet tapasztalható a „La Manga szíve”-ként ismert Playa Bohemian, ahol a nyári hónapokban minden este „hippy piac” vár, míg a tér körül elhelyezkedő bárok és pubok az egész éjszakán át tartó mulatozás színterei.
A Puerto Bello, Plaza Cavanna, Galerias El Falmenco valamint a Castillo De Mar területén angol, német és belga bárok és pubok sokszínűsége tárul a látogató elé. Itt alkalmunk kínálkozik a darts és a poolbiliárd kipróbálására, valamint az eredeti angol, német és belga sörök kóstolására.
La Manga kaszinói kellemes időtöltést kínálnak, számos szerencsejáték – rulett, blackjack, bacarra, nyerőautomaták kipróbálására.

## Gasztronómia
La Manga és az egész murciai tartomány étkezési szokásai, ételeinek sokszínűsége visszatükrözi a történelmi korokat, nyomon követhető a koronkénti hódítók ízlése. A római megszállás korából, a halkereskedelem virágzása következtében elterjedtek a sózott és pácolt halból készült ételek, az arabkor pedig fűszereket és rizst hozott magával.
A tartomány helyi ételei közül érdemes megemlíteni a caldero-t, melyben rizst és halat borssal és fokhagymás majonézzel sütnek vasedényben; továbbá a mojama-t – a sós tonhalat – és a Mar Menor-i aprórákot. Az ország belseje felé haladva gyakran találkozunk a huerta-val, mely különböző húsok és halak keveréke friss salátával vagy a cierva-val, a tojással és hússal töltött tésztával.
Neves specialitások a paella,  a gazpacho  és a tortilla de patata – spanyol omlett burgonyával.  A spanyol konyha jellegzetessége, hogy kizárólag olívaolajjal főznek, és sokféle fűszert használnak, amely igen sajátos és változatos ízvilágot teremt. Ezt a gazdagságot a tenger gyümölcsei (halak, rákok, kagylók), a zöldségek és a friss gyümölcsök csak fokozzák. 
- Európa (Gondolat, Budapest,1968) II.  kötet 285. – 317. o. M.SZ. 5601 -3.9 67.1389 táskaszám